# Ítrabo
Ítrabo est une municipalité de la province de Grenade, dans la communauté autonome d'Andalousie en Espagne.

## Géographie
|      | Otívar |          |
| Jete | Ítrabo |          |
|      |        | Molvízar |

Ítrabo est traversé de deux routes du legs de la période musulmane d'Al-Andalus :
- La route de Léon l'Africain
- La route d'Al Idrissi

## Patrimoine
L'église paroissiale Notre Dame del Carmen est de style néoclassique. De son patrimoine il faut dire qu'une grande partie a été perdue durant la guerre civile :
- Un crucifix qui présidait l'autel,
- Une Immaculée Conception très similaire à celle d'Alonso Cano,
- Un groupe de Sainte Anne la Vierge et l'Enfant,
- L'orgue de l'Église qui grâce à son utilisation comme entrepôt par les miliciens a conservé sans aucun dommage sa structure

On a pu récupérer :
- Statue de Vincent Ferrier, XVIIIe siècle
- Deux petites icones de Sainte Marguerite et de Saint François Xavier,
- Deux dessins représentant la Vierge enfant et l'enfant Jesus.

L'Ermitage de la Virgen de la Salud où la Patronne de municipalité, la Virgen de la Salud datant du XVIIe siècle, sculpture de petites dimensions travaillée dans le style des ateliers grenadins et identifiable au sculpteur Alonso de Mena[réf. nécessaire].

## Démographie
| 1991  | 1996  | 2001  | 2004  | 2007  | 2008  |
| ----- | ----- | ----- | ----- | ----- | ----- |
| 1 109 | 1 052 | 1 007 | 1 031 | 1 115 | 1 123 |